# Wintergatan
Wintergatan (schwedisch: Vintergatan, deutsch: Milchstraße, wörtlich: „die Winterstraße“) ist eine schwedische Folktronica-Band aus Göteborg mit Fokus auf Instrumentalmusik. Die Band verwendet mitunter ungewöhnliche Musikinstrumente, wie z. B. ein Theremin, eine Singende Säge, ein selbsterfundenes elektronisches „Modulin“, selbstgebaute Lochstreifen-Spieldosen, eine Schreibmaschine für Perkussion und andere mechanische Musikinstrumente.
Wintergatan wurde nach Auflösung der Band Detektivbyrån von Martin Molin ins Leben gerufen. Molin wurde am 24. Januar 1983 in Karlstad geboren. Weitere Bandmitglieder von Wintergatan sind Evelina Hägglund, Marcus Sjöberg und David Zandén. Die erste Single Sommarfågel wurde im Herbst 2012 veröffentlicht, das Debütalbum Wintergatan folgte im Frühjahr 2013.

## Marble Machine (Murmelmaschine)
International bekannt wurde die Band mit der Veröffentlichung des Musikvideos Marble Machine im Jahre 2016. Inzwischen wurde es bereits 266 Millionen Mal abgerufen (Stand Juni 2025). Dabei spielt Martin Molin ein selbstkomponiertes Lied auf einem selbstgebauten Musikinstrument, das einer großen Murmelbahn ähnelt und zugleich technische Elemente einer Drehorgel und Spieldose enthält.
Das durch eine Handkurbel angetriebene Gerät transportiert über 2000 Stahl-Murmeln über ein ausgeklügeltes Transportsystem nach oben. Von dort aus fallen die Murmeln gezielt auf mehrere eingebaute Musikinstrumente herunter, werden aufgefangen und dem Transportkreislauf wieder zugefügt. Die Klangabfolge wird durch zwei „Programmier-Räder“ gesteuert, ähnlich einer Walzen-Spieldose, bei der Stifte auf einem drehenden Zylinder mechanische Klänge auslösen. Bei der Marble Machine hingegen werden gezielt einzelne Murmeln für den Fall auf das jeweilige Instrument freigegeben. In der Musikmaschine sind ein Vibraphon, eine Bass-Gitarre und ein Becken integriert. Über Tonabnehmer werden außerdem Schlagzeugklänge von einer großen Trommel, Hi-Hat und einer kleinen Trommel erzeugt. Über mehrere große Hebel können die einzelnen Instrumente während des Betriebs manuell hinzu- oder stummgeschaltet werden. Für geänderte Klanghöhen können die Saiten der Bassgitarre von Hand abgedrückt werden. Die Murmeln für das Vibraphon können bei Stillstand des Geräts in begrenztem Umfang auch einzeln von Hand ausgelöst werden.

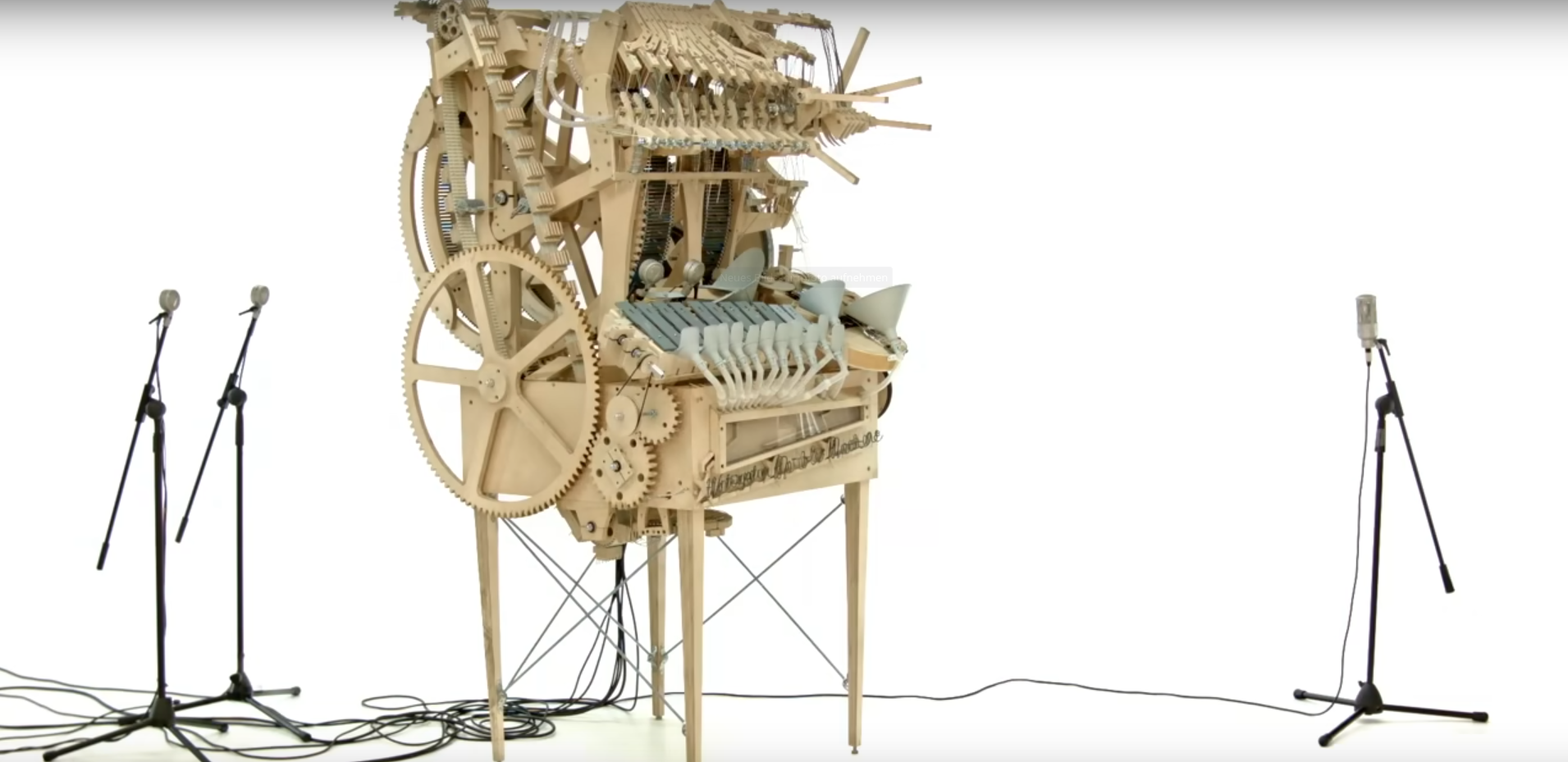
Wintergatan’s Marble Machine (erste Version)

Die Marble Machine wurde ohne exakte Planung im Vorfeld von Hand gebaut, entsprechend wurde an vielen Stellen improvisiert. Die Herstellung hat die Band auf YouTube von Dezember 2014 bis März 2016 dokumentiert. Zehn Monate nach der Veröffentlichung des Musikvideos wurde das Gerät zerlegt, in die Niederlande gebracht und im Museum Speelklok in Utrecht für eine Ausstellung wieder aufgebaut. Aufgrund der Instabilität ist sie aber nur noch eingeschränkt funktionsfähig.
Ab Januar 2017 arbeitete Martin Molin an einem Nachfolgemodell, der Marble Machine X (MMX), die technisch sehr viel aufwändiger geplant wurde. Die Band hatte vor, mit der MMX auf Welttournee zu gehen. Der Herstellungsprozess wurde mit zunächst über 150 Folgen ebenfalls auf YouTube ausführlich dokumentiert. Die einzelnen Videos erreichten innerhalb kürzester Zeit mehrere hunderttausend Abrufe. Anfang März 2022 gab Martin Molin auf dem Youtube-Kanal der Band bekannt, dass die MMX aufgrund von zahlreichen Problemen nicht fertig konstruiert werde. Stattdessen beginne nun die Planung der "Marble Machine 3" (MM3). Mithilfe eines CAD-Programms, solle zunächst die Funktionalität eines virtuellen Modells evaluiert werden. Sofern dieses Modell erfolgversprechend erscheine, solle die MM3 gebaut werden, um dann mit dem neuen Instrument auf Welttournee zu gehen.
Sowohl die originale Murmelmaschine als auch die MMX sind inzwischen in Rüdesheim am Rhein in Siegfrieds Mechanischem Musikkabinett angekommen. Zurzeit (Frühjahr 2023) werden beide Maschinen aufgebaut und in einen – zumindest teilweise – vorführbaren Zustand versetzt.

## Marble-Machine-Coverversionen
Seit der Veröffentlichung des Videos der Marble Machine am 1. März 2016 existieren zahlreiche neue Coverversionen anderer Musiker auf YouTube zu dem Stück. Mittlerweile sind es weit über hundert Versionen und es werden beständig mehr. Darunter sind viele experimentelle Variationen, aber es existieren auch klassische Adaptionen. Zahlreiche Beispiele werden auf einer eigenen YouTube-Seite zusammengefasst und häufig von Martin Molin kommentiert.

## Liveauftritte der Band
Mit dem gleichlautenden Album Wintergatan spielte die Band zwischen Mai und Oktober 2013 acht Konzerte in verschiedenen Städten ihrer Heimat Schweden, darüber hinaus fanden auch zwei Konzerte in Norwegen (darunter in Oslo) und eins in Kopenhagen in Dänemark statt. Neben drei weiteren Konzerten in Schweden traten sie im August 2016 in Deutschland auf dem Haldern Pop Festival auf. Ihr bisher letztes Konzert fand im März 2017 im Victoriateatern in Malmö statt.

## Besetzung

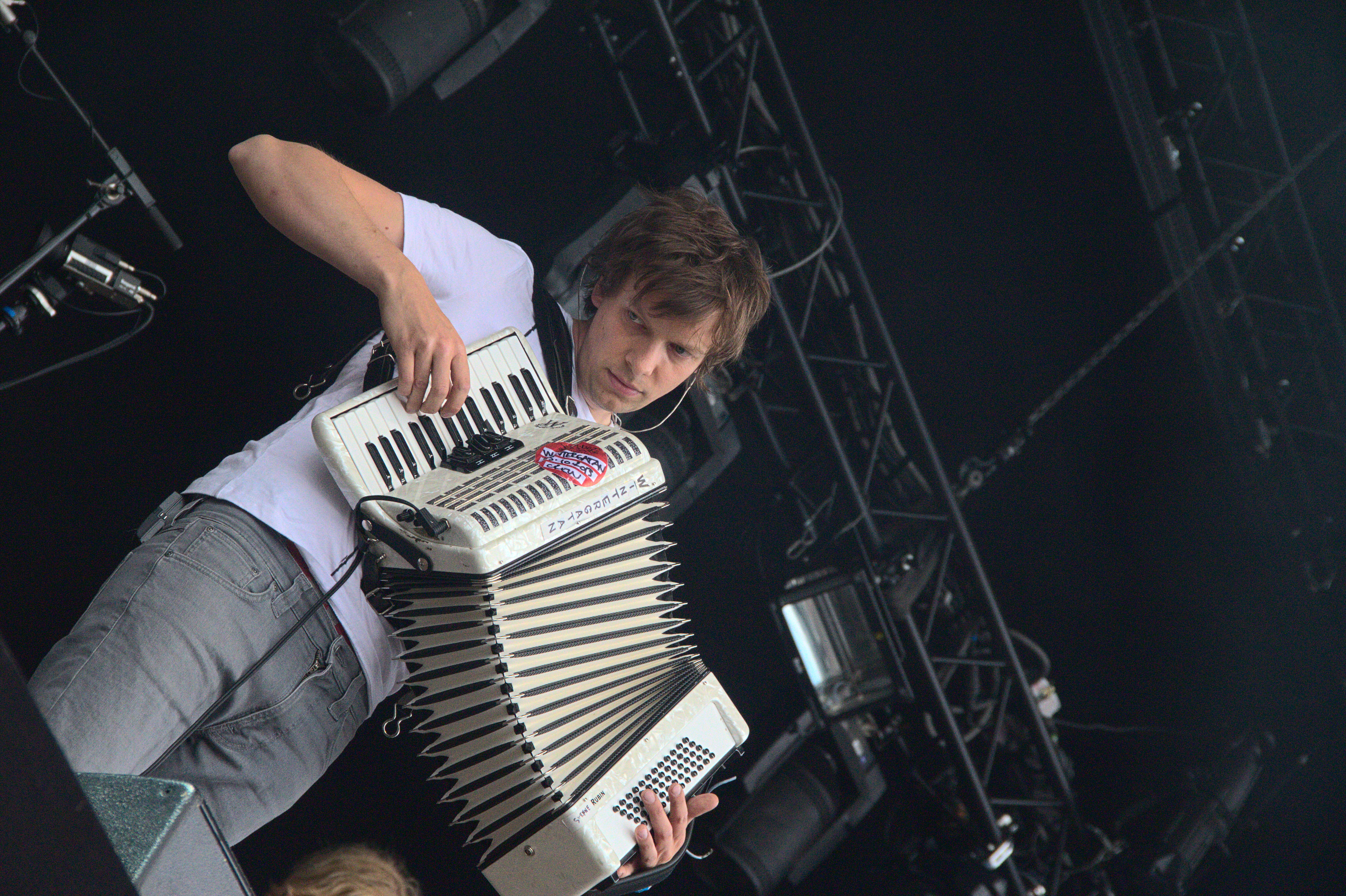
Martin Molin von Wintergatan beim Haldern Pop Festival 2016
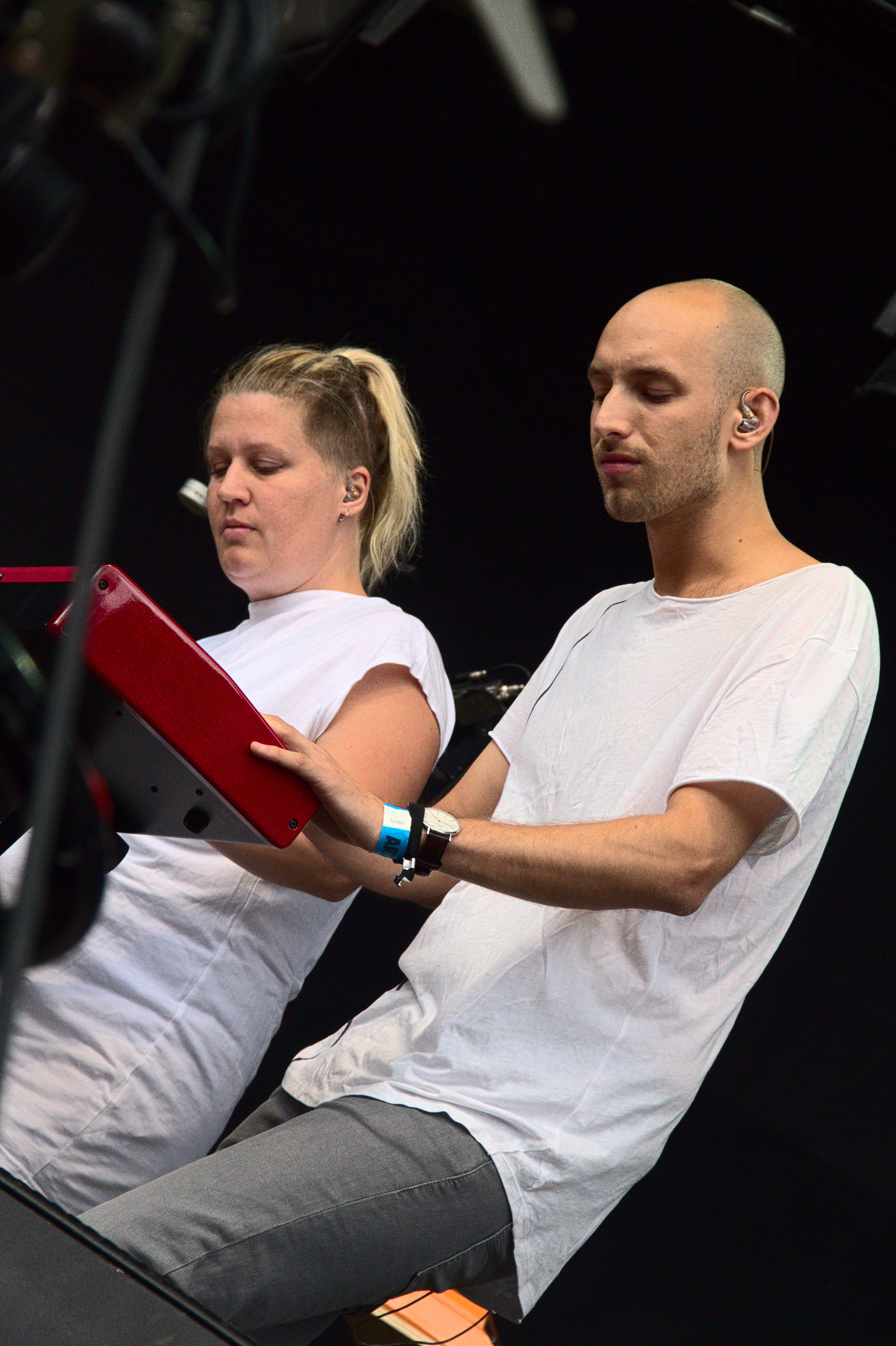
Evelina Hägglund (links) von Wintergatan beim Haldern Pop Festival 2016
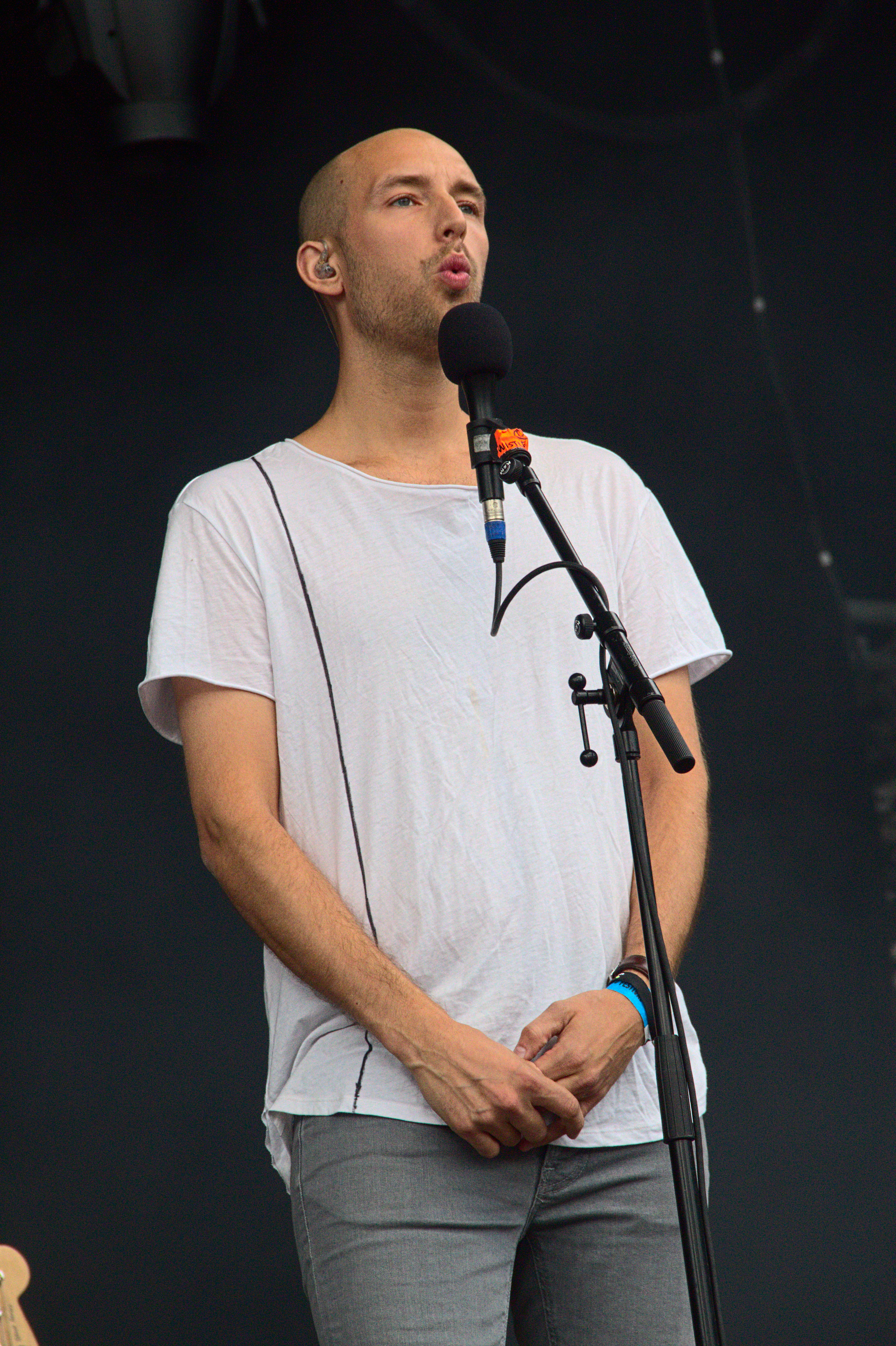
David Zandén von Wintergatan beim Haldern Pop Festival 2016
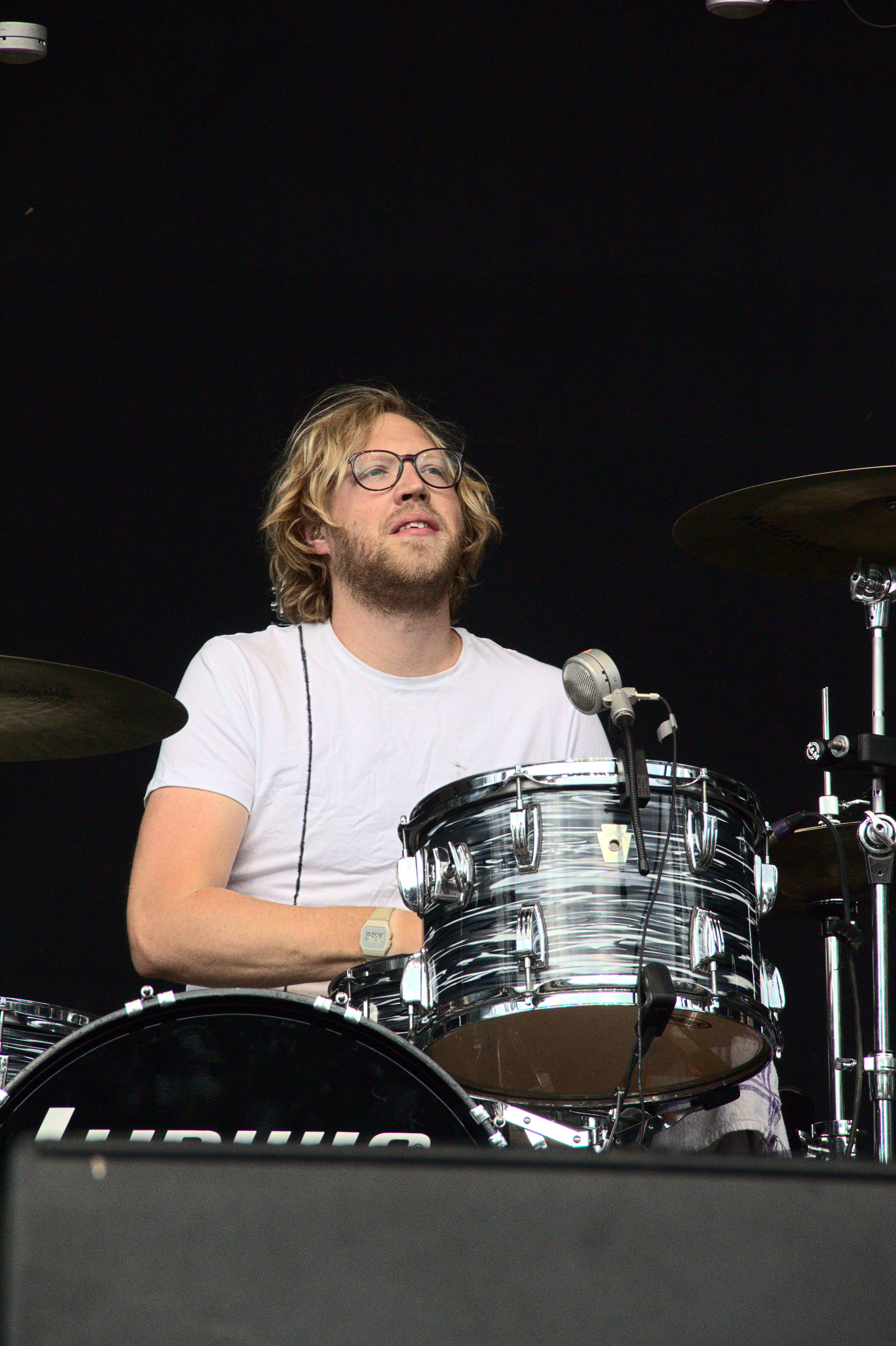
Marcus Sjöberg von Wintergatan beim Haldern Pop Festival 2016

## Diskografie

### Alben
- 2013: Wintergatan
- 2017: Wintergatan Live at Victoriateatern

### Singles
- Sommarfågel (2013)
- Starmachine2000 (2013)
- Tornado (2013)
- The Rocket (2013)
- Valentine (2013)
- Biking Is Better (2013)
- Slottskogen Disc Golf Club (2013)
- Västanberg (2013)
- All Was Well (2013)
- Paradis (2013)
- Visa från Utanmyra (2014)
- Marble Machine (2016)
- Dr. Wilys Castle (2017)
- Music Machine Mondays Theme Song (2017)
- Music Box, Harp & Hammered Dulcimer (2018)
- Moon and Star (2018)
- Sandviken Stradivarius (2018)
- Local Cluster (2018)
- Olivier (2018)
- Proof of Concept (2019)